# Matthew Coward-Holley
Matthew Coward-Holley (né le 14 décembre 1994 à Chelmsford) est un tireur sportif anglais spécialiste du tir aux plateaux. 

## Carrière
Coward-Holley s'est d'abord tourné vers le rugby mais deux graves blessures au dos impliquant des vertèbres cassées ont mis fin à sa pratique. il se tourne alors vers le tir sportif qu'il avait pratiqué très tôt avec son père.
Il participé aux championnats du monde de tir au fusil en 2015, où il participe au titre en double trap par équipe suivi l'année suivante par une médaille de bronze individuelle. Il se consacre au trap à partir de 2016 à la suite de la suppression du double trap du programme olympique et en 2019, il remporte le titre mondial sur cette discipline et une médaille de bronze par équipe. Il remporte également deux médailles aux Championnats d'Europe de tir 2021 (or en trap individuel, argent en trap double mixte).
Qualifié pour représenter la Grande-Bretagne aux Jeux olympiques d'été de 2020, il remporte le bronze en trap masculin laissant les deux Tchèques Lipták et Kostelecký se départager le titre lors des tirs de barrage. Associé à Kirsty Hegarty en double mixte, il ne parviennent pas à se qualifier pour la finale.
Il est médaillé d'argent en trap mixte avec Lucy Charlotte Hall aux Jeux européens de 2023 à Cracovie.